# 国民政府中央广播电台旧址
国民政府中央广播电台旧址，位于现今中华人民共和国江苏省南京市鼓楼区江东门北街33号，现为全国重点文物保护单位。1932年至1949年期间，中央广播电台曾使用此地发射廣播訊號。

## 历史

### 民国时期
中央广播电台创办于1928年，最初播音室和发射台均设于南京丁家桥国民党中央党部，后为扩大播出范围，于1930年7月选定南京西郊江东门北河口作为新的发射台台址（后改称电台村），并从德国德律风根订购全套无线电广播设备和中波发射机。1931年5月，江东门发射台竣工，并于1932年11月12日——孙中山诞辰纪念日投入使用，国民党军政要员、中外各界人士、记者等计1000多人参加了新发射台开播仪式。江东门发射台是当时亚洲发射功率最大的广播电台，号称“东亚第一，世界第三”，播音范围覆盖中国大部分国土，甚至还包括东亚其他国家和东南亚部分地区。
1937年，中国抗日战争全面爆发，当年11月23日夜，中央广播电台停止播音，迁往重庆。电台员工分批撤离南京，可搬移的设备、器材等辗转运往重庆，铁塔等无法带走的设备在撤退前被破坏。1941年3月26日，侵华日军开办的“南京放送局”改组为汪精卫政权旗下的“中央广播电台”，仍使用江东门发射台进行发射。
1945年8月15日，日本无条件投降，国民政府接管汪政权“中央广播电台”，更名为“南京广播电台”；次年5月5日，中央广播电台在南京恢复播音，仍在江东门发射台发射。不久后国共内战爆发，到了1949年，国军节节败退，中央广播电台着手拆迁设备、遣散人员并撤往台湾，只留下发射机3部和无法拆走的铁塔机房等设备及部分人员，用3个中、短波频率维持播音，并缩短播音时间，只保留新闻、时评、英语新闻等节目。1949年4月23日，中国人民解放军占领南京，第二天早上7点30分，留守工作人员决定停用“中央广播电台”的呼号，改为“南京广播电台”，并最早播报了“南京解放”的消息。

### 中华人民共和国时期
中华人民共和国成立后，江东门发射台由南京人民广播电台以及后来的江苏人民广播电台使用。文化大革命期间，发射台也曾受到冲击。1967年12月7日，以原自办节目主持人为主的江苏台某“造反派”组织进入江东门发射台，直接播发录制自办节目。广播开始几分钟后，另一“造反派”组织赶到，制止自办节目播出，混乱中导致广播中断，这一事件当时被称为“12·7”事件。
1984年，江苏台动工兴建发射台新机房。新机房位于旧机房的北面，是一座4层楼房，面积2300平方米，投资人民币68万元。1986年6月新机房竣工，同年10月，新机房投入使用，用于江苏台中波广播及同年开播的金陵之声广播电台短波广播发射。2007年，国民政府中央广播电台旧址被列入南京市“近现代建筑保护名录”；2010年，中央广播电台发射台旧址入选“江苏省第三次全国文物普查十大新发现”；2012年被列入南京市文物保护单位，2013年3月被国务院列入全国重点文物保护单位。另外，1979年至1988年期间，江东门发射台也曾发射调频广播信号，供栖霞山调频转播台转播使用。
随着城市发展，位于城市中心的发射台已无法适应需求，加上周边居民担心电台辐射损害健康，有关部门决定迁建发射台。2014年12月31日，位于南京市江宁区谷里街道的江苏省广播电视总台集团广播发射中心正式启用，取代了江东门发射台的发射功能。预计江东门发射台旧址将被改建为电台遗址公园加以保护。

## 建筑
- 1934年时江东门发射台平面图。图示如下：
1. 机房
2. 机房
3. 铁塔
4. 喷水池
5. 试验室及办公室
6. 宿舍
7. 门房
8. 工人宿舍
9. 机匠宿舍
10. 职员宿舍
11. 保安队宿舍
12. 帮浦（水泵）间、水塔及滤水池等
- 1934年时江东门发射台天线架构。图示如下：
1. 120公尺高自架式铁塔
2. 绞车
3. 天线平衡锤
4. 150mm²钢丝缆线
5. 盘形瓷绝缘器
6. 60mm²铜天线
7. 50mm²铜引入线
8. 引入线铁塔
9. 发送机房
10. 支天线铁杆
11. 棒形瓷绝缘器

国民政府中央广播电台旧址发射台机房面积1100平方米，由西门子洋行设计、华中公司承建。原分为播送室、整流室、马达室、重冷室、变压器室、试验室和办公室等，后改为约二层楼高的仓库，用以存放各种仪器、设备和电缆。建筑为钢混结构，风格中西合璧，中部为拱形，分为上、中、下三段，两边低，相互对称，以青砖叠砌，外墙为紫砂色面砖。大门选用柚木门，办公室等主要房间采用柳安门，整栋建筑采用钢窗。
机房东西两侧约125米处，各自矗立着一座发射铁塔。两座发射铁塔高达120米，分12层，均安装有梯子，可直达塔顶。两座铁塔间距约为250米，曾是南京市最高的建筑物。
- 1932年的江东门发射台大门。
- 1933年的江东门发射台内景
- 20世纪50年代的江东门发射台发射机房。
- 从高处眺望发射台机房。较高的一座铁塔为其中一架中波发射天线，视角左侧树丛中较矮的铁塔为后来设立的短波发射天线。
- 江东门发射台的两座中波发射塔，摄于2017年。